# Strikers 1945 II
Strikers 1945 II è un videogioco arcade del genere sparatutto prodotto dalla Psikyo. Sequel di Strikers 1945, venne convertito per PlayStation e Sega Saturn a partire dal 1998.
Il gioco contiene 8 missioni giocabili in singolo giocatore o in cooperativa.